# EL84
EL84, es una válvula termoiónica diseñada por Philips, y fabricada en todo el mundo. 

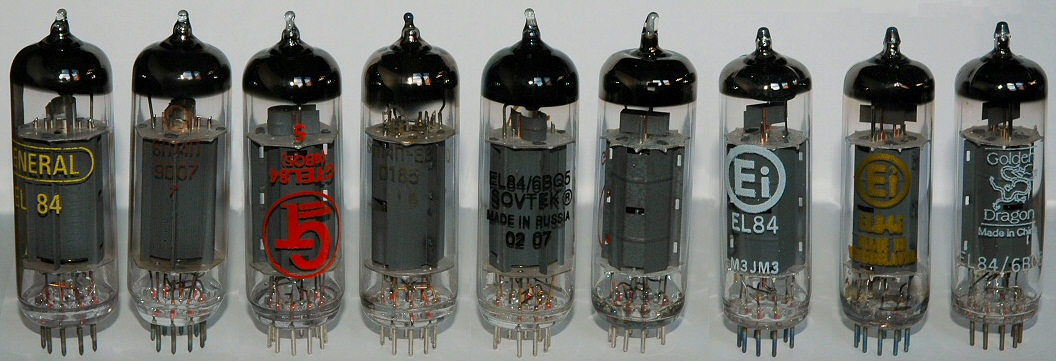
EL 84 - una selección

## Clasificación por cantidad de electrodos
Tipo pentodo con base noval B9A de 9 pines. 

## Clasificación por tensión de filamento y función
Pertenece al grupo E, lo que significa que la alimentación del filamento es de 6,3 V y L, lo que significa que es un pentodo de salida. Tiene también una versión: la XL84 (8BQ5), cuya tensión de filamento es de 8,5V. 

## Características principales
La alimentación del filamento es en paralelo e indirecta: 6,3 V 0,76 A. Tiene una tensión máxima de ánodo de 300V y una potencia máxima de ánodo de 12W. La disipación máxima constante de pantalla o grilla 2 es de 2,0 W y acepta picos de 4,0 W. La transconductancia es de 11,3 mA/V. La corriente máxima de cátodo es de 65 mA. Soporta un máximo de 100 V de diferencia de potencial entre filamento y cátodo.

### Características promedio para una válvula en salida simple clase A.
- Tensión de placa: 250 V.
- Tensión de pantalla: 250 V
- Tensión de grilla 1 o de control: -7,3 V respecto del cátodo.
- Resistencia interna de placa: 40.000 Ohms.
- Transconductancia: 11,3 mA/V.
- Corriente de placa: 48 mA.
- Corriente de pantalla o grilla 2: 5,5 mA.
- Factor de amplificación entre grillas 1 y 2: 19,5
- Corriente máxima de placa con señal de audio aplicada: 49,5 mA.
- Corriente máxima de pantalla con señal de audio aplicada: 10,8 mA.
- Señal pico de audio en la entrada: 6,1 V.
- Potencia de salida, con 5.200 ohms de carga de placa y 10% de distorsión armónica total: 5,7 W.[1]

## Usos
Es de las denominadas output stage (Amplificación final o etapa de salida). Por lo que su uso principal es como válvula de salida en amplificadores de audio.
- Como válvula de salida de potencia en radios y televisores.
- En equipos de sonido push-pull (clase A estricta) o de salida simétrica (clases AB1 o AB2) de baja o de mediana potencia.
- La EL84 fue muy utilizada en los amplificadores de guitarra de mediana potencia, tipo Watkins y Vox, En clase AB1 y es actualmente también muy usada por Mesa Boogie y Fender.
- En la actualidad se utiliza también en clase A, (A1, A2) para algunos amplificadores de Hi-Fi Hi-End.

## Equivalencias y reemplazos
Su equivalente americana es la 6BQ5 y otra versión es la 7189 de diseño para aplicaciones militares.

## Historia
Esta válvula fue fabricada en 1952 para evitar la necesidad de utilizar etapas de preamplificación, que hasta entonces se requerían con la EL41, mejorando la sensibilidad de entrada de la EL84. Después se diseñó la EL86, aumentando aún la corriente de ánodo, bajando la tensión de ánodo y aumentando la transconductancia a bajos valores de tensión de ánodo, pero no llegó a reemplazar al tipo EL84, aunque fue utilizada en varias radios europeas y en combinados con salida sin transformador y parlantes especiales de 800 ohms o de 1000 ohms (Philips). Más tarde apareció la ECL86 que es un triodo "C" y un pentodo "L" en la misma válvula. Y pertenece a las del tipo de alimentación de 6,3V "E".

## Versiones actuales
Algunos de los fabricantes actuales son Sovtek, Svetlana, JJ Electronics, etc.